# Кодекс Коскатцін

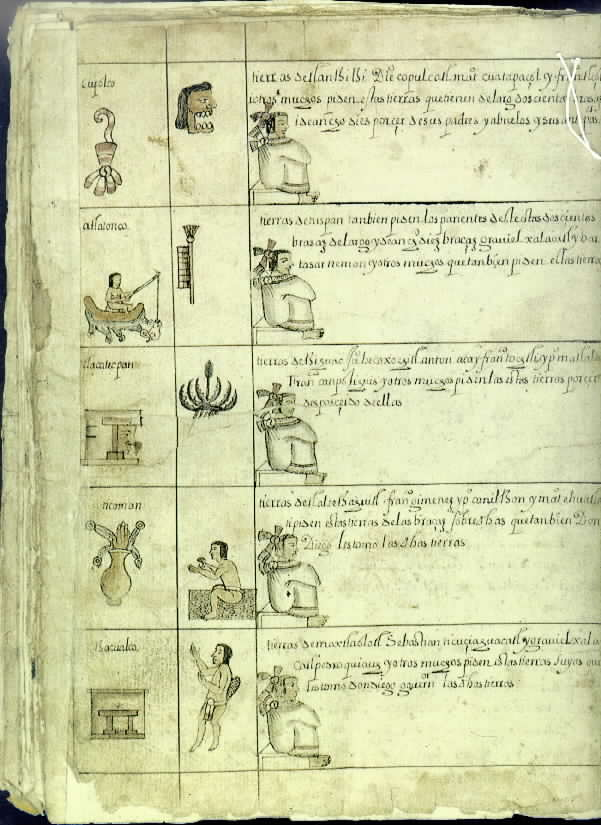
Кодекс Коскатцін (уривок)

Кодекс Коскатцін (Codex Cozcatzin) — один з ацтекських кодексів-рукописів. Створено у часи колоніального періоду, приблизно 1572 року. Автор невідомий. Назву дістав за іменем одного зі згаданих у манускрипті — Хуана Луїса Коскатціна, алькальда містечка Соютла, неподалік від Мехіко. Містить історичні й астрономічні відомості. Нині зберігається в Національній бібліотеці Франції у Парижі.

## Історія
На думку дослідників створено до 1572 року у зв'язку з суперечкою за землі біля села Сан-Хуан-Ушуатепек (теперішній муніципалітет Куаутітлан) у 1569–1571 роках між Коскатціном та Дієго де Мендоса Австрією Моктесумою Утцнауатлаілотальком Імаяутціном (онуком Монтесуми II), губернатором Тлателолько. Тому автор або його замовник намагалися довести свої споконвічні права, посилаючись на часи ацтекської імперії (цю практику частково перейняли навіть іспанці, що пошлюбили знатних індіанок).

## Опис
Вважається одним з найкращих кодексів, створених у Мексиканській долині. Кодекс розміром 22x29 см, складається з 19, з яких збереглося 18 аркушів (загалом 38 листів), розписаних піктографічним письменами та іспанськими коментарями. Поділено на 3 розділи.
За стилем відповідає ацтекським традиціям з додаванням іспанською стилістики та нових слів, наприклад, метиси. Все це значно покращує якість манускрипту.
Представлено широкий діапазон квітів, використовувані різні відтінки: червоний — nocheztli з кошенілі; сині — texotlalli та tlacehuilli; зелені — nacazcólotl; білий — tetízatl або chilmatízatl tizatlalli. Крім того, піктограми були обрамлені чорними лініями, отримані з сосновим сажі (tlilli).

## Зміст
Являє собою набір земельних, податкових, правничих записів, які дають уявлень про економічні відношення у Мексиканській долині до приходу сюди іспанських конкістадорів. Перші 2 розділи присвячені переважно земельних питанням, в 3 — детально розкрито податкові зобов'язання деяких селах на півдні долини.
Перші 15 сторінок являють собою перелік 55 земельних ділянок, наданих уей тлатоані Іцкоатлем у 1439 році своїм воякам та знаті. Водночас вміщено генеалогічні відомості власників цих земельних ділянок, що тягнуться до 1560-х років. Важливим додатком є генеалогічна інформація про Шочімілько.
Важливою частиною кодексу є історична інформація стосовно доіспанських володарів Теночтітлана і Тлателолько. Оповідається про підкорення у 1473 році Теночтітланом міста-держави Тлателолько.
Заключною частиною є стисла астрологічна інформація.